# Kirn
Kirn (pronunciación en alemán: /kɪʁn/ⓘ) es un municipio situado en el distrito de Bad Kreuznach, en el estado federado de Renania-Palatinado (Alemania). Su población estimada a finales de 2016 era de 8191 habitantes.
Se encuentra ubicado en el centro del estado, al oeste de la ciudad de Maguncia —la capital del estado— y a la orilla del río Nahe, un afluente del Rin por la izquierda.